# Estisch voetbalelftal in 2004
Het Estisch voetbalelftal speelde in totaal zestien officiële interlands in het jaar 2004, waaronder vijf wedstrijden in de kwalificatiereeks voor de WK-eindronde 2006 in Duitsland. De ploeg stond voor het vierde en laatste jaar onder leiding van de Nederlandse bondscoach Arno Pijpers, die in het najaar van 2000 was aangesteld door de Estische voetbalbond. Hij vertrok na de 4-0 nederlaag tegen Portugal in de EK-kwalificatiereeks en werd opgevolgd door zijn landgenoot en assistent Jelle Goes. Op de FIFA-wereldranglijst zakte Estland in 2004 van de 67ste (januari 2004) naar de 81ste plaats (december 2004).

## Balans
| Wedstrijden | Wedstrijden | Wedstrijden | Wedstrijden | Doelpunten | Doelpunten | Doelpunten | Punten |
| Gespeeld    | Winst       | Gelijk      | Verlies     | Voor       | Tegen      | Saldo      | Punten |
| ----------- | ----------- | ----------- | ----------- | ---------- | ---------- | ---------- | ------ |
| 16          | 4           | 4           | 8           | 18         | 33         | –15        | 0.750  |

## Interlands
|                                                               |                       |       |                                    |                                                                                 |
| 14 februari Malta Toernooi № 261 «onderlinge duels» 14:00 uur | Wit-Rusland           | 1 – 2 | Estland                            | Ta' Qali Stadium, Ta' Qali Toeschouwers: 200 Scheidsrechter: Adrian Casha (MLT) |
| 14 februari Malta Toernooi № 261 «onderlinge duels» 14:00 uur | Valeriy Tarasenko 89' |       | 13' Meelis Rooba 44' Marek Lemsalu | Ta' Qali Stadium, Ta' Qali Toeschouwers: 200 Scheidsrechter: Adrian Casha (MLT) |

|                                                               |                                                                                          |       |                                           |                                                                                   |
| 16 februari Malta Toernooi № 262 «onderlinge duels» 18:15 uur | Malta                                                                                    | 5 – 2 | Estland                                   | Ta' Qali Stadium, Ta' Qali Toeschouwers: 500 Scheidsrechter: Ghenadie Orlic (MDA) |
| 16 februari Malta Toernooi № 262 «onderlinge duels» 18:15 uur | Etienne Barbara 12' Brian Said 28' Noel Turner 58' Etienne Barbara 60' Antoine Zahra 87' |       | 16' Vjatšeslav Zahovaiko 45' Raio Piiroja | Ta' Qali Stadium, Ta' Qali Toeschouwers: 500 Scheidsrechter: Ghenadie Orlic (MDA) |

|                                                               |                   |       |          |                                                                                  |
| 18 februari Malta Toernooi № 263 «onderlinge duels» 16:00 uur | Estland           | 1 – 0 | Moldavië | Ta' Qali Stadium, Ta' Qali Toeschouwers: 100 Scheidsrechter: Lawrie Sammut (MLT) |
| 18 februari Malta Toernooi № 263 «onderlinge duels» 16:00 uur | Joel Lindpere 58' |       |          | Ta' Qali Stadium, Ta' Qali Toeschouwers: 100 Scheidsrechter: Lawrie Sammut (MLT) |

|                                                               |         |                 |               |                                                                                 |
| 31 maart Vriendschappelijk № 264 «onderlinge duels» 16:00 uur | Estland | 0 – 1           | Noord-Ierland | A. Le Coq Arena, Tallinn Toeschouwers: 2.000 Scheidsrechter: Petteri Kari (FIN) |
| 31 maart Vriendschappelijk № 264 «onderlinge duels» 16:00 uur |         | 45' David Healy |               | A. Le Coq Arena, Tallinn Toeschouwers: 2.000 Scheidsrechter: Petteri Kari (FIN) |

|                                                               |                     |       |                  |                                                                                    |
| 28 april Vriendschappelijk № 265 «onderlinge duels» 20:00 uur | Estland             | 1 – 1 | Albanië          | A. Le Coq Arena, Tallinn Toeschouwers: 1.700 Scheidsrechter: Andrejs Sipailo (LAT) |
| 28 april Vriendschappelijk № 265 «onderlinge duels» 20:00 uur | Kristen Viikmäe 80' |       | 51' Adrian Aliaj | A. Le Coq Arena, Tallinn Toeschouwers: 1.700 Scheidsrechter: Andrejs Sipailo (LAT) |

|                                                             |         |                    |           |                                                                                  |
| 27 mei Vriendschappelijk № 266 «onderlinge duels» 20:30 uur | Estland | 0 – 1              | Schotland | A. Le Coq Arena, Tallinn Toeschouwers: 4.000 Scheidsrechter: Tonny Poulsen (DEN) |
| 27 mei Vriendschappelijk № 266 «onderlinge duels» 20:30 uur |         | 76' James McFadden |           | A. Le Coq Arena, Tallinn Toeschouwers: 4.000 Scheidsrechter: Tonny Poulsen (DEN) |

|                                                             |                                       |       |                                         |                                                                                |
| 30 mei Vriendschappelijk № 267 «onderlinge duels» 19:00 uur | Estland                               | 2 – 2 | Denemarken                              | A. Le Coq Arena, Tallinn Toeschouwers: 4.800 Scheidsrechter: Ruud Bossen (NED) |
| 30 mei Vriendschappelijk № 267 «onderlinge duels» 19:00 uur | Kristen Viikmäe 76' Joel Lindpere 90' |       | 28' Jon Dahl Tomasson 79' Kenneth Pérez | A. Le Coq Arena, Tallinn Toeschouwers: 4.800 Scheidsrechter: Ruud Bossen (NED) |

|                                                             |                                |       |         |                                                                                    |
| 6 juni Vriendschappelijk № 268 «onderlinge duels» 17:15 uur | Tsjechië                       | 2 – 0 | Estland | Na Stínadlech, Teplice Toeschouwers: 12.000 Scheidsrechter: Bernhard Brugger (AUT) |
| 6 juni Vriendschappelijk № 268 «onderlinge duels» 17:15 uur | Milan Baroš 6' Milan Baroš 22' |       |         | Na Stínadlech, Teplice Toeschouwers: 12.000 Scheidsrechter: Bernhard Brugger (AUT) |

|                                                              |                                             |       |                                                                           |                                                                                     |
| 11 juni Vriendschappelijk № 269 «onderlinge duels» 18:00 uur | Estland                                     | 2 – 4 | Macedonië                                                                 | A. Le Coq Arena, Tallinn Toeschouwers: 2.200 Scheidsrechter: Peter Fröjdfeldt (SWE) |
| 11 juni Vriendschappelijk № 269 «onderlinge duels» 18:00 uur | Vjatšeslav Zahovaiko 54' Ingemar Teever 65' |       | 11' Goce Sedloski 15' Goran Popov 31' Goran Pandev 66' Vlatko Grozdanoski | A. Le Coq Arena, Tallinn Toeschouwers: 2.200 Scheidsrechter: Peter Fröjdfeldt (SWE) |

|                                                                |                  |       |                                       |                                                                          |
| 18 augustus WK-kwalificatie № 270 «onderlinge duels» 20:15 uur | Liechtenstein    | 1 – 2 | Estland                               | Rheinpark, Vaduz Toeschouwers: 912 Scheidsrechter: Emil Bozinovski (MKD) |
| 18 augustus WK-kwalificatie № 270 «onderlinge duels» 20:15 uur | Fabio D'Elia 49' |       | 34' Kristen Viikmäe 80' Joel Lindpere | Rheinpark, Vaduz Toeschouwers: 912 Scheidsrechter: Emil Bozinovski (MKD) |

|                                                                |                                                                                |       |           |                                                                               |
| 4 september WK-kwalificatie № 271 «onderlinge duels» 18:00 uur | Estland                                                                        | 4 – 0 | Luxemburg | A. Le Coq Arena, Tallinn Toeschouwers: 3.000 Scheidsrechter: Alan Kelly (IRL) |
| 4 september WK-kwalificatie № 271 «onderlinge duels» 18:00 uur | Ingemar Teever 7' Manou Schauls 41' (e.d.) Andres Oper 61' Kristen Viikmäe 67' |       |           | A. Le Coq Arena, Tallinn Toeschouwers: 3.000 Scheidsrechter: Alan Kelly (IRL) |

|                                                                |                                                                               |       |         |                                                                                             |
| 8 september WK-kwalificatie № 272 «onderlinge duels» 21:15 uur | Portugal                                                                      | 4 – 0 | Estland | Estádio Magalhães Pessoa, Leiria Toeschouwers: 27.214 Scheidsrechter: Bülent Demirlek (TUR) |
| 8 september WK-kwalificatie № 272 «onderlinge duels» 21:15 uur | Cristiano Ronaldo 75' Hélder Postiga 84' Pedro Pauleta 87' Hélder Postiga 90' |       |         | Estádio Magalhães Pessoa, Leiria Toeschouwers: 27.214 Scheidsrechter: Bülent Demirlek (TUR) |

|                                                               |                                           |       |                                    |                                                                               |
| 13 oktober WK-kwalificatie № 273 «onderlinge duels» 17:00 uur | Letland                                   | 2 – 2 | Estland                            | Skonto stadions, Riga Toeschouwers: 8.500 Scheidsrechter: Florian Meyer (GER) |
| 13 oktober WK-kwalificatie № 273 «onderlinge duels» 17:00 uur | Vitalijs Astafjevs 65' Jurijs Laizans 82' |       | 72' Andres Oper 79' Ingemar Teever | Skonto stadions, Riga Toeschouwers: 8.500 Scheidsrechter: Florian Meyer (GER) |

|                                                                |                                                                                  |       |         |                                                                                     |
| 17 november WK-kwalificatie № 274 «onderlinge duels» 17:00 uur | Rusland                                                                          | 4 – 0 | Estland | Kuban Stadion, Krasnodar Toeschouwers: 28.000 Scheidsrechter: Massimo Busacca (SUI) |
| 17 november WK-kwalificatie № 274 «onderlinge duels» 17:00 uur | Andrei Karyaka 23' Marat Izmailov 25' Dmitry Sychev 32' Dmitry Loskov 67' (pen.) |       |         | Kuban Stadion, Krasnodar Toeschouwers: 28.000 Scheidsrechter: Massimo Busacca (SUI) |

|                                                        |                                                                                             |       |                                                                     |                                                                                          |
| 30 november Vriendschappelijk № 275 «onderlinge duels» | Thailand                                                                                    | 0 – 0 | Estland                                                             | Suphachalasai Stadion, Bangkok Toeschouwers: 35.000 Scheidsrechter: Mat Amin Sukri (MAS) |
| 30 november Vriendschappelijk № 275 «onderlinge duels» |                                                                                             |       |                                                                     | Suphachalasai Stadion, Bangkok Toeschouwers: 35.000 Scheidsrechter: Mat Amin Sukri (MAS) |
| 30 november Vriendschappelijk № 275 «onderlinge duels» | Strafschoppen                                                                               |       |                                                                     | Suphachalasai Stadion, Bangkok Toeschouwers: 35.000 Scheidsrechter: Mat Amin Sukri (MAS) |
| 30 november Vriendschappelijk № 275 «onderlinge duels» | Therdsak Chaiman Jetsada Puanakunmee Weerayut Jitkundot Nakarin Fuplook Sarayoot Chaikamdee | 4–3   | Ingemar Teever Dmitri Kruglov Enver Jääger Ott Reinumäe Martin Reim | Suphachalasai Stadion, Bangkok Toeschouwers: 35.000 Scheidsrechter: Mat Amin Sukri (MAS) |

|                                                       |                                                                                           |       |         |                                                                                      |
| 2 december Vriendschappelijk № 276 «onderlinge duels» | Hongarije                                                                                 | 5 – 0 | Estland | Suphachalasai Stadion, Bangkok Toeschouwers: 800 Scheidsrechter: Satop Tonghan (THA) |
| 2 december Vriendschappelijk № 276 «onderlinge duels» | Henrik Rósa 12' Róbert Waltner 14' Zsombor Kerekes 19' Péter Rajczi 24' Zoltán Pollák 63' |       |         | Suphachalasai Stadion, Bangkok Toeschouwers: 800 Scheidsrechter: Satop Tonghan (THA) |

## FIFA-wereldranglijst
| JAN | FEB | MAR | APR | MEI | JUN | JUL | AUG | SEP | OKT | NOV | DEC |
| --- | --- | --- | --- | --- | --- | --- | --- | --- | --- | --- | --- |
| 67  | 65  | 66  | 68  | 71  | 75  | 82  | 83  | 81  | 77  | 76  | 81  |

## Hõbepall
Sinds 1995 reiken Estische voetbaljournalisten, verenigd in de Eesti Jalgpalliajakirjanike Klubi, jaarlijks een prijs uit aan een speler van de nationale ploeg die het mooiste doelpunt maakt. In het tiende jaar sinds de introductie van de ereprijs ging de Zilveren Bal (Hõbepall) naar aanvaller Kristen Viikmäe voor zijn treffer in het duel tegen Liechtenstein, gemaakt op 18 augustus.

## Statistieken
| Martin Kaalma        | 1977-04-14 | FC Flora Tallinn  | 10 | 0 | 0 | 35  | 0  |
| Mart Poom            | 1972-02-03 | Sunderland        | 4  | 0 | 0 | 101 | 0  |
| Artur Kotenko        | 1981-08-20 | Levadia Tallinn   | 2  | 0 | 0 |     |    |
| Verdediging          |            |                   |    |   |   |     |    |
| Teet Allas           | 1977-06-02 | FC Flora Tallinn  | 13 | 0 | 0 |     |    |
| Enar Jääger          | 1984-11-18 | FC Flora Tallinn  | 12 | 0 | 0 |     |    |
| Raio Piiroja         | 1979-07-11 | Fredrikstad FK    | 11 | 1 | 1 |     |    |
| Ragnar Klavan        | 1985-10-30 | Vålerenga IF      | 8  | 4 | 0 | 17  | 0  |
| Taavi Rähn           | 1981-05-16 | Volyn Lutsk       | 8  | 1 | 0 |     |    |
| Urmas Rooba          | 1978-07-08 | FC Kopenhagen     | 5  | 0 | 0 |     |    |
| Andrei Stepanov      | 1979-03-16 | Torpedo Moskou    | 4  | 0 | 0 | 47  | 0  |
| Erko Saviauk         | 1977-10-20 | JK Tervis Pärnu   | 2  | 1 | 0 |     |    |
| Marek Lemsalu        | 1972-11-24 | Bryne FK          | 2  | 0 | 1 |     |    |
| Dmitri Kruglov       | 1984-05-24 | Levadia Tallinn   | 1  | 3 | 0 | 4   | 0  |
| Alo Bärengrub        | 1984-02-12 | FC Flora Tallinn  | 1  | 0 | 0 | 1   | 0  |
| Sergei Hohlov-Simson | 1972-04-22 | Levadia Tallinn   | 1  | 0 | 0 |     |    |
| Märt Kosemets        | 1981-01-25 | FC Elva           | 1  | 0 | 0 |     |    |
| Tihhon Šišov         | 1983-02-11 | Levadia Tallinn   | 1  | 0 | 0 | 1   | 0  |
| Middenveld           |            |                   |    |   |   |     |    |
| Martin Reim          | 1971-05-14 | FC Flora Tallinn  | 12 | 1 | 0 |     |    |
| Joel Lindpere        | 1981-10-05 | CSKA Sofia        | 11 | 3 | 3 |     |    |
| Ott Reinumäe         | 1984-04-20 | JK Tervis Pärnu   | 5  | 4 | 0 |     |    |
| Maksim Smirnov       | 1979-12-28 | TVMK Tallinn      | 5  | 3 | 0 |     |    |
| Sergei Terehhov      | 1975-04-18 | FC Haka           | 5  | 1 | 0 |     |    |
| Marko Kristal        | 1973-06-02 | FC Flora Tallinn  | 3  | 2 | 0 |     |    |
| Meelis Rooba         | 1977-04-20 | FC Flora Tallinn  | 3  | 0 | 1 |     |    |
| Aleksandr Dmitrijev  | 1982-02-18 | Levadia Tallinn   | 2  | 0 | 0 | 2   | 0  |
| Kert Haavistu        | 1980-01-18 | FC Flora Tallinn  | 1  | 3 | 0 |     |    |
| Liivo Leetma         | 1977-01-20 | TVMK Tallinn      | 1  | 2 | 0 |     |    |
| Mati Lember          | 1985-07-21 | FC Flora Tallinn  | 1  | 1 | 0 | 2   | 0  |
| Sander Post          | 1984-09-10 | FC Flora Tallinn  | 1  | 0 | 0 | 1   | 0  |
| Andrei Sidorenkov    | 1984-02-12 | FC Flora Tallinn  | 1  | 0 | 0 | 1   | 0  |
| Aanval               |            |                   |    |   |   |     |    |
| Kristen Viikmäe      | 1979-02-10 | Enköpings SK      | 12 | 2 | 4 |     |    |
| Vjatšeslav Zahovaiko | 1981-12-29 | FC Flora Tallinn  | 8  | 3 | 2 | 24  | 4  |
| Ingemar Teever       | 1983-02-24 | TVMK Tallinn      | 5  | 5 | 3 |     |    |
| Andres Oper          | 1977-11-07 | Torpedo Moskou    | 5  | 2 | 2 |     |    |
| Aleksander Saharov   | 1982-04-22 | FC Flora Tallinn  | 3  | 4 | 0 |     |    |
| Tarmo Kink           | 1985-10-06 | Spartak Moskou II | 3  | 2 | 0 | 5   | 0  |
| Jarmo Ahjupera       | 1984-04-13 | FC Flora Tallinn  | 1  | 0 | 0 |     |    |
| Enver Jääger         | 1982-10-28 | FC Flora Tallinn  | 1  | 0 | 0 |     |    |
| Indrek Zelinski      | 1974-11-13 | Frem Kopenhagen   | 1  | 0 | 0 | 100 | 26 |

EJL · A-internationals · Bondscoaches · Statistieken · Estisch vrouwenelftal · Olympisch elftal · Estland U21 · Estland U20 · Estland U19 · Estland U18 · Estland U17 · Estland U16
1920 – 1929 ·
1930 – 1939 ·
1940 – 1949 ·
1950 – 1990 · 
1990 – 1999 ·
2000 – 2009 ·
2010 – 2019 ·
2020 − 2029
OS 1924
1920 ·
1921 ·
1922 ·
1923 ·
1924 ·
1925 ·
1926 ·
1927 ·
1928 ·
1929 · 
1930 · 
1931 · 
1932 · 
1933 · 
1934 · 
1935 · 
1936 · 
1937 · 
1938 · 
1939 · 
1940 · 
1941 · 
1942 · 
1943 · 1944 · 
1945 · 
1946 · 
1947 · 
1948 · 
1949 · 
1950 – 1990 · 
1991 · 
1992 · 
1993 · 
1994 · 
1995 · 
1996 · 
1997 · 
1998 · 
1999 · 
2000 · 
2001 · 
2002 · 
2003 · 
2004 · 
2005 · 
2006 · 
2007 · 
2008 · 
2009 · 
2010 · 
2011 · 
2012 · 
2013 · 
2014 · 
2015 · 
2016 ·
2017 ·
2018 ·
2019 ·
2020
Albanië ·
Andorra ·
Angola ·
Antigua en Barbuda ·
Argentinië ·
Armenië ·
Azerbeidzjan ·
België ·
Bosnië-Herzegovina ·
Brazilië ·
Bulgarije ·
Canada ·
Chili ·
China ·
Cyprus ·
Denemarken ·
Duitsland ·
Ecuador ·
Egypte ·
El Salvador ·
Engeland ·
Equatoriaal-Guinea ·
Faeröer ·
Fiji ·
Filipijnen ·
Finland ·
Frankrijk ·
Georgië · 
Gibraltar ·
Griekenland ·
Hongarije ·
Hongkong ·
Ierland ·
IJsland ·
Indonesië ·
Irak ·
Israël ·
Italië ·
Jordanië ·
Kazachstan ·
Kirgizië ·
Kroatië ·
Letland ·
Libanon ·
Liechtenstein ·
Litouwen ·
Luxemburg ·
Malta ·
Marokko ·
Mexico ·
Moldavië ·
Montenegro ·
Nederland ·
Nieuw-Caledonië ·
Nieuw-Zeeland ·
Noord-Ierland ·
Noord-Macedonië ·
Noorwegen ·
Oekraïne ·
Oezbekistan ·
Oman ·
Oostenrijk ·
Polen ·
Portugal ·
Qatar ·
Roemenië ·
Rusland ·
Saint Kitts en Nevis ·
San Marino ·
Saoedi-Arabië ·
Schotland ·
Servië ·
Slovenië ·
Slowakije · 
Spanje ·
Tadzjikistan ·
Thailand ·
Trinidad en Tobago ·
Tsjechië ·
Turkije ·
Turkmenistan ·
Uruguay ·
Vanuatu ·
Venezuela ·
Verenigde Arabische Emiraten ·
Verenigde Staten ·
Vietnam ·
Wales ·
Wit-Rusland ·
Zweden ·
Zwitserland